# Равщина
Равщина (укр. Равщина) — село в Сокальской городской общине Шептицкого района Львовской области Украины.
Население по переписи 2001 года составляло 175 человек. Почтовый индекс — 80005. Телефонный код — 3257.